# 顏志慶
顏志慶（?—?）上海人，清朝及中华民国法学家。

## 生平
顏志慶早年留学美国。归国后，他获法政科举人，并任宪政编查馆编制局副科员。
1917年出版发行的《交通部上海工业专门学校原名南洋公学二十周年纪念》文册刊登的“退任职员姓氏录”中，顏志慶被列在“教员”栏内，可见他1917年之前曾经在该校任教。

## 家庭
- 父：颜永京（顏志慶为其长子）
- 二弟：颜惠庆
- 四弟：颜德庆